# 国鉄セキ8000形貨車
国鉄セキ8000形貨車（こくてつセキ8000がたかしゃ）は、日本国有鉄道（国鉄）が1981年度（昭和56年度）から1983年度（昭和58年度）にかけてク5000形の台車を流用して製作した、30 t 積の石炭車（貨車）である。

## 概要
国鉄における石炭輸送はエネルギー革命による石炭産業の斜陽化により最盛期よりも減少したものの、オイルショックなどの影響による石炭利用見直しに伴って年間あたり約550 tの輸送量で安定した。これを受けて老朽化した従来のセキ3000形・セキ6000形を置き換えるためにセキ8000形が登場することになった。
セキ8000形は1981年度（昭和56年度）から1983年度（昭和58年度）にかけて155両（セキ8000 - セキ8154）が国鉄工場にて改造製作された。改造にあたり種車から流用されたのは台車・連結器・ブレーキ制御弁のみで、車体は新製されている。
従来のセキは高重心かつ軸距の短さから脱線事故が多発したことや、速度面で劣っていたが、本形式ではこれらを解消するため、走行性能改善を留意した設計となされ、積車時でも最高速度75 km/h速度を目標とした。
車体はセキ3000形の構造を踏襲したが、車体長は250 mm長くなり、8,050 mmとなった。荷役方式は側扉からの自重落下方式で開閉は手動で行う。
台車は余剰となっていたク5000形からTR63C・TR63CFを流用し、制輪子を積雪時にも安定動作する鋳鉄製に改造したTR63Gとした。石炭車では唯一のころ軸受け台車である。TR63系台車の発生品が枯渇した場合に備えて、TR213系台車も使用可能なよう考慮されていた。

## 運用の変遷

### 北海道地区
本形式は当初、北海道地区でセキ3000形・セキ6000形と共に使用され、1987年の国鉄分割民営化に際しては日本貨物鉄道（JR貨物）に155両全車が継承された。1989年3月23日にJR貨物の道内石炭輸送が終了すると1990年度（平成2年度）より廃車となる車両が現れ、一部は美祢線・宇部線や九州地区の石灰石輸送に転用された。

### 九州地区
九州地区では北海道地区での余剰車が鹿児島本線大牟田駅 - 伊田線金田駅間の石灰石輸送に転用された。九州配属車では私有車であるホサ8100形と混用されて75 km/h走行を実施した。

### 美祢線・宇部線
美祢線・宇部線では、美祢駅 - 宇部港駅間の宇部興産向け石灰石列車用として北海道での余剰車が1991年頃に転用された。従来のセキ6000形と併用されたが編成内での両形式混用はなく、セキ6000形のみ・セキ8000形のみの編成でそれぞれ22両編成を組成した。
石灰石輸送が宇部興産専用道路経由のトラックに完全に切り替わるのに伴って、1998年（平成10年）3月31日を最後に運用を終了した。これによりJRグループから保存車を除く石炭車が消滅した。

## 保存車
- セキ8026 - 北海道江別市

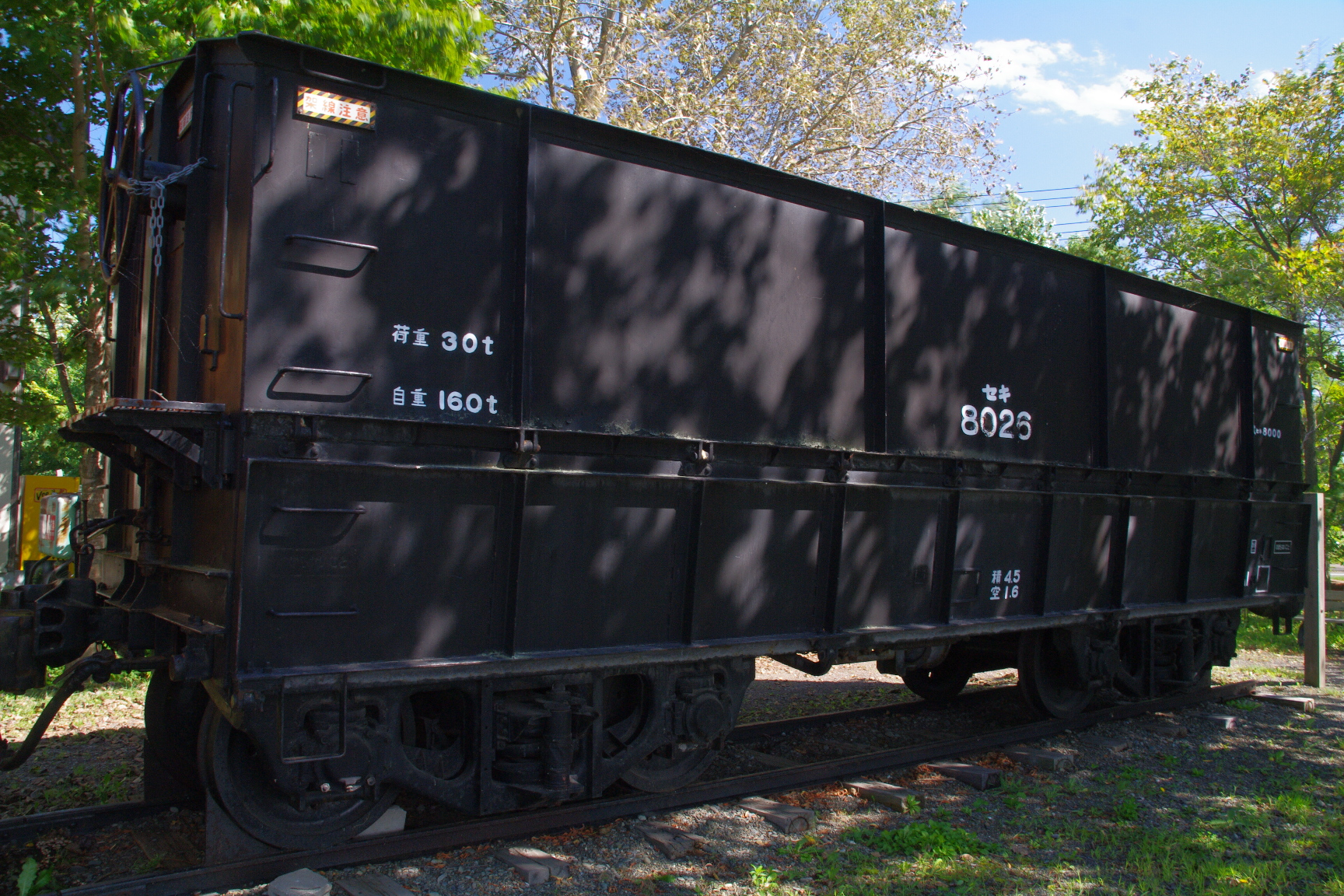
セキ8000形、セキ8026
2009年9月8日、江別市

北海道電力江別発電所専用線の跡地に保存。専用線の小型ディーゼル機関車と連結されて保存されている。